# Licaria leonis
Licaria leonis är en lagerväxtart som beskrevs av Gómez-laur. & A.Estrada. Licaria leonis ingår i släktet Licaria och familjen lagerväxter. Inga underarter finns listade i Catalogue of Life.